# Systemisk psykologi
Systemisk tænkning er en teori, som fokuserer på forståelsen af individet i relation til sig selv og i relation til omgivelserne (forstået som større eller mindre grupper af mennesker med mere eller mindre tæt tilknytning til hinanden). Individer og samfundsgrupper af alle typer betragtes som systemer, der påvirker hinanden og påvirkes af hinanden. Systemisk tænkning handler på den måde om at forstå de relationer, der er dels mellem mennesker, dels mellem systemerne. Systemisk tænkning er forsøgt omsat i arkitekturteori og har derved haft enorm indflydelse på vore kultiverede omgivelser.
| filosofi | Spire Denne filosofiartikel er en spire som bør udbygges. Du er velkommen til at hjælpe Wikipedia ved at udvide den. |